# Tunnel van Liotte
De tunnel van Liotte is een spoortunnel in Rivage, een deelgemeente van Sprimont. De tunnel heeft een lengte van 82 meter. De dubbelsporige spoorlijn 42 gaat door deze tunnel. De tunnel werd genoemd naar het gehucht Liotte aan de overkant van de Amblève.
De tunnel kwam in dienst op 20 januari 1885 en heeft een van de oudste tunnelportalen van de spoorlijn 42. De tunnelportalen zijn opgetrokken in natuursteen en bevinden zich nog steeds in prima staat.